# روستون (اکلاهما)
روستون(به انگلیسی: Rosston) شهری در ایالت اکلاهما کشور ایالات متحده آمریکا است که جمعیت آن در سرشماری سال ۲۰۱۰ میلادی، ۳۱ نفر بوده‌است.